# Мулерт Фрідріх Вільгельмович
Фрідріх Вільгельмович фон Мулерт (нар. 19 червня 1859 Єлгава, Латвія — 1924, Київ) — віолончеліст, педагог, музично-громадський діяч, композитор.
За фахом лікар. Закінчив медичний факультет Юр'ївського (тепер Тартуського) університету (1884), Петербурзьку консерваторію за класом віолончелі К. Давидова (1886).
З 1886 жив у Києві, брав участь у роботі відділення Російського музичного товариства, викладав у його музичному училищі (з 1913 — консерваторії), грав у квартеті, був концертмейстером групи віолончелей симфонічного оркестру. Виступав як соліст у Києві, Москві, Петербурзі, Берліні, Прибалтиці. Автор 3-х віолончельних концертів, п'єс, етюдів, вправ.

## Учні
- Аббакумов Степан Тимофійович (23 листопада (5 грудня) 1870, Київ — 1919, там само) — український диригент, композитор, педагог.